# Lindsaea cultrata
Lindsaea cultrata är en ormbunkeart som först beskrevs av Carl Ludwig Willdenow och som fick sitt nu gällande namn av Olof Peter Swartz.
Lindsaea cultrata ingår i släktet Lindsaea och familjen Lindsaeaceae. Inga underarter finns listade i Catalogue of Life.